# Jefuirea lui Pascal
În filozofie, jefuirea lui Pascal (în engleză Pascal's mugging) este un experiment mental care demonstrează o problemă cu privire la maximizarea utilității așteptate. Un agent rațional ar trebui să aleagă acțiuni ale căror rezultate, atunci când sunt ponderate după probabilitatea lor, au o utilitate cât mai mare. Dar unele rezultate foarte puțin probabile pot avea utilități foarte mari, iar aceste utilități pot crește mai repede decât scade probabilitatea lor. Prin urmare, agentul ar trebui să se concentreze mai mult pe cazuri extrem de improbabile cu recompense incredibil de mari; acest lucru conduce mai întâi la alegeri contra-intuitive și apoi chiar la incoerență, atunci când utilitatea fiecărei alegeri devine nelimitată.
Numele face aluzie la „pariul lui Pascal”, dar, spre deosebire de pariu, nu implică recompense infinite. Acest fapt permite evitarea multor obiecții la adresa dilemei din „pariul lui Pascal” care se bazează pe natura infinitului.

## Enunțul problemei
Termenul „jefuirea lui Pascal” pentru a se referi la această problemă a fost inventat inițial de Eliezer Yudkowsky pe forumul Less Wrong. Filosoful Nick Bostrom a elaborat apoi experimentul mental sub forma unui dialog fictiv. Ulterior, alți autori au publicat propriile continuări ale evenimentelor acestui prim dialog, adoptând același stil literar.
În descrierea lui Bostrom, Blaise Pascal este acostat de un tâlhar care însă și-a uitat arma. Totuși, tâlharul îi propune următoarea înțelegere: filozoful îi predă portofelul, iar în schimb tâlharul îi va înapoia a doua zi dublul sumei de bani pe care o conține. Pascal refuză, arătând că este puțin probabil ca acest acord să fie respectat. Tâlharul continuă apoi să propună mărirea recompensei, subliniind că, chiar dacă este doar o șansă dintr-o mie ca el să fie cinstit, ar fi rezonabil ca Pascal să accepte înțelegerea pentru o sumă înapoiată de 2000 de ori mai mare decât suma cedată. Pascal răspunde că probabilitatea pentru o rentabilitate atât de mare este chiar mai mică decât 1 la 1000. Tâlharul susține că, oricât de redusă ar fi probabilitatea ca el să fie capabil să ramburseze o sumă mare de bani (sau utilitate pură), există o sumă finită care face să devină rațională acceptarea pariului - iar, având în vedere failibilitatea umană și scepticismul filozofic, o persoană rațională trebuie să admită că există cel puțin o șansă diferită de zero ca o astfel de înțelegere să fie posibilă. Într-un exemplu, tâlharul reușește promițându-i lui Pascal 1000 de cvadrilioane de zile fericite de viață. Convins de argument, Pascal îi dă hoțului portofelul.
Într-unul dintre exemplele lui Yudkowsky, tâlharul reușește spunând „dă-mi cinci dolari, sau îmi voi folosi puterile magice din afara Matricei pentru a acționa o mașină Turing care simulează și ucide. {\displaystyle 3\uparrow \uparrow \uparrow \uparrow 3} oameni". Aici, numărul {\displaystyle 3\uparrow \uparrow \uparrow \uparrow 3} folosește notația cu săgeată în sus (up-arrow) a lui Knuth; scrierea acestui număr în baza 10 ar necesita mult mai mult material decât atomii existenți în universul cunoscut.

## Consecințe și remedii
Filosoful Nick Bostrom susține că jefuirea lui Pascal, ca și pariul lui Pascal, sugerează că a înzestra o inteligență artificială superinteligentă cu o teorie a deciziei greșită ar putea avea consecințe dezastruoase. Jefuirea lui Pascal poate fi, de asemenea, relevantă atunci când se iau în considerare evenimente cu probabilitate scăzută, dar cu mize mari, cum ar fi riscurile existențiale sau intervențiile caritabile cu o probabilitate scăzută de succes, dar cu recompense extrem de mari. Bunul simț pare să sugereze că cheltuirea efortului pentru scenarii prea puțin probabile este irațională.